# Strömsbruk
Strömsbruk – miejscowość (tätort) w Szwecji, w regionie administracyjnym (län) Gävleborg, w gminie Nordanstig.
Według danych Szwedzkiego Urzędu Statystycznego liczba ludności wyniosła: 360 (31 grudnia 2015), 378 (31 grudnia 2018) i 365 (31 grudnia 2019).